# Dock6
Dock6‏ (Dedicator of cytokinesis 6) هوَ بروتين يُشَفر بواسطة جين Dock6 في الإنسان.